# Ivan Grohar

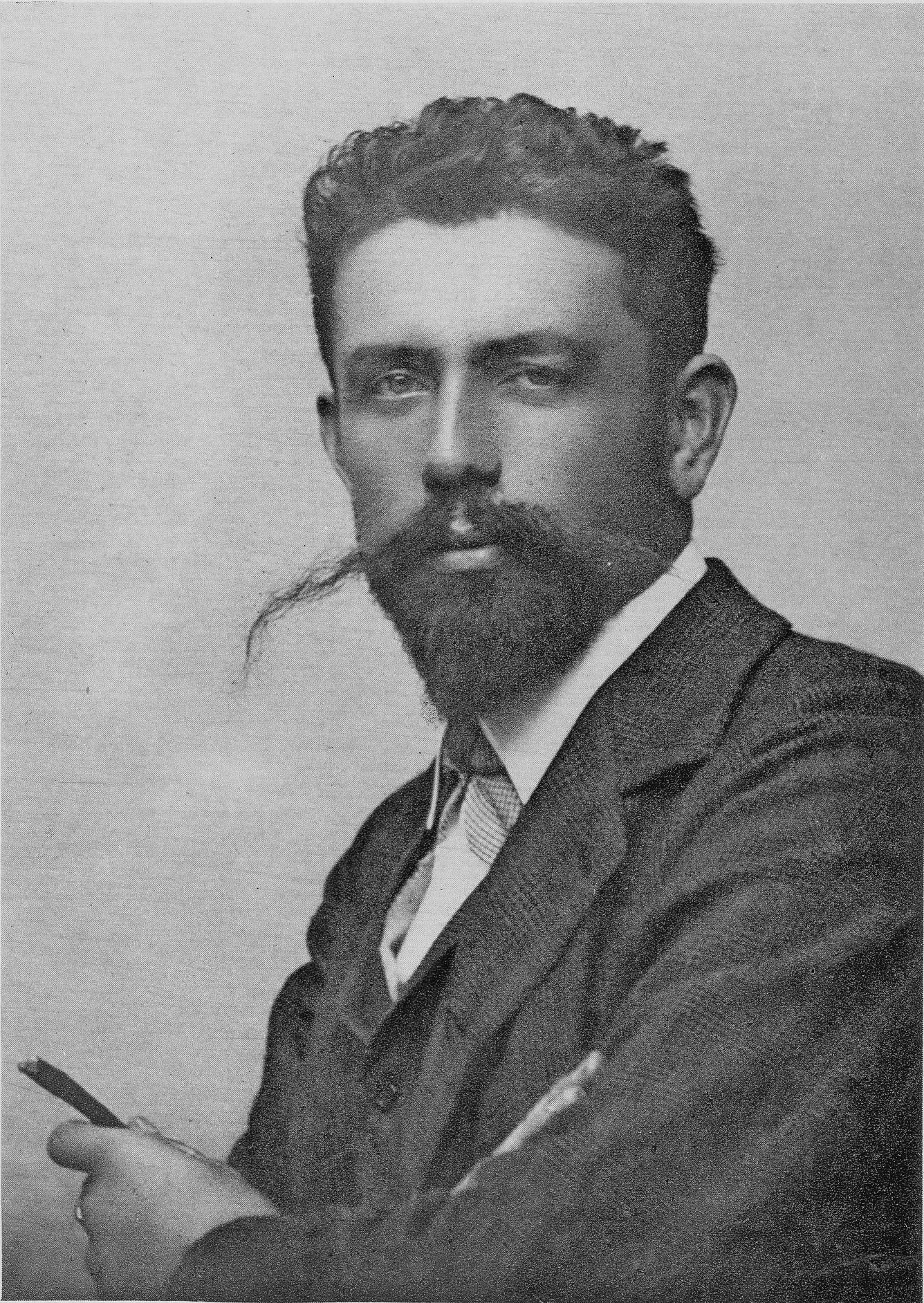
Ivan Grohar, 1911

Ivan Grohar (* 15. Juni 1867 in Unterzarz/Spodnja Sorica bei Eisnern; † 19. April 1911 in Laibach) war ein slowenischer Maler. 

## Leben

### Künstlerische Anfänge 1892–1897
Grohar wurde in einer Bauernfamilie Tiroler Herkunft geboren. Zwischen 1892 und 1895 besuchte er die Landeszeichenschule in Graz. Ab Herbst 1895 bis ins Frühjahr 1896 hielt er sich in München auf, um sich autodidaktisch durch Kopieren Alter Meister in der Alten Pinakothek in der Malerei weiterzubilden. Im Sommer 1896 kehrte er nach Slowenien zurück und richtete sich in Škofja Loka ein Atelier ein. 1897 lernte er den slowenischen Maler Rihard Jakopič kennen, der ihm riet, seine weitere Ausbildung in München fortzusetzen. Zunächst lebte er abwechselnd in Sorica und Ljubljana und verdiente er sich durch Andachtsbilder Geld um in München studieren zu können.

### Studium an der Ažbe-Schule 1897–1899

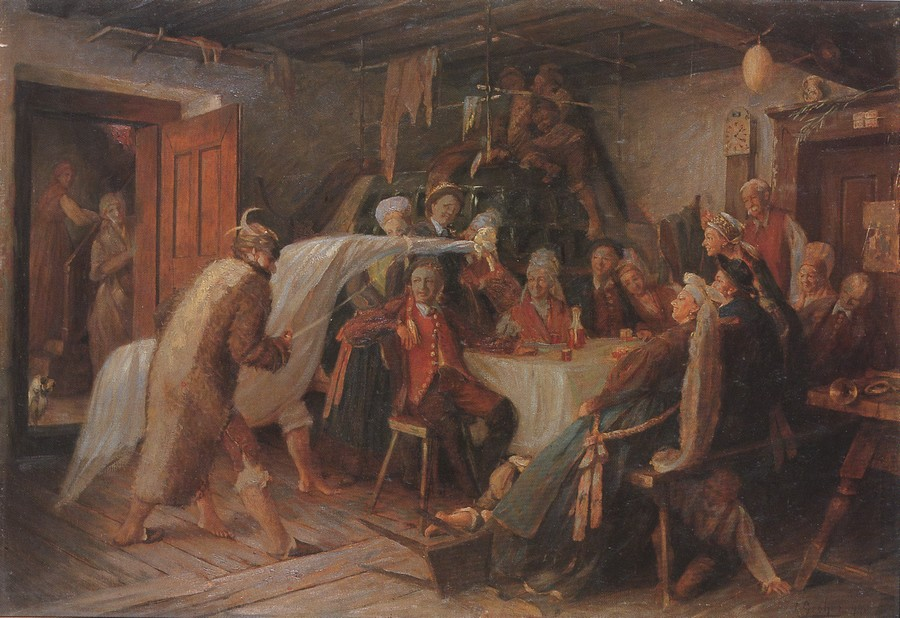
Ivan Grohar: Brna (Tiermaske), 1899

Jakopič war es, der Grohar den Besuch der Schule von Ažbe empfahl. Unter dessen Meisterschaft vereinfachte Grohar die von Ažbe vorgegebene Malweise. So konnte er sogar dessen sich in Fetzen auflösenden impressionistischen Pinselzüge steigern und gelangte zu theaterhaften Lichteffekten. Für 1899 ist mit Sicherheit der letzte Studienaufenthalt Grohars bei Ažbe bezeugt. Im November 1899 kehrte er nach Ljubljana zurück. Später lebte er in Škofja Loka und Sorica. 1902 malte er in Duino. 

### In Wien 1903–1904

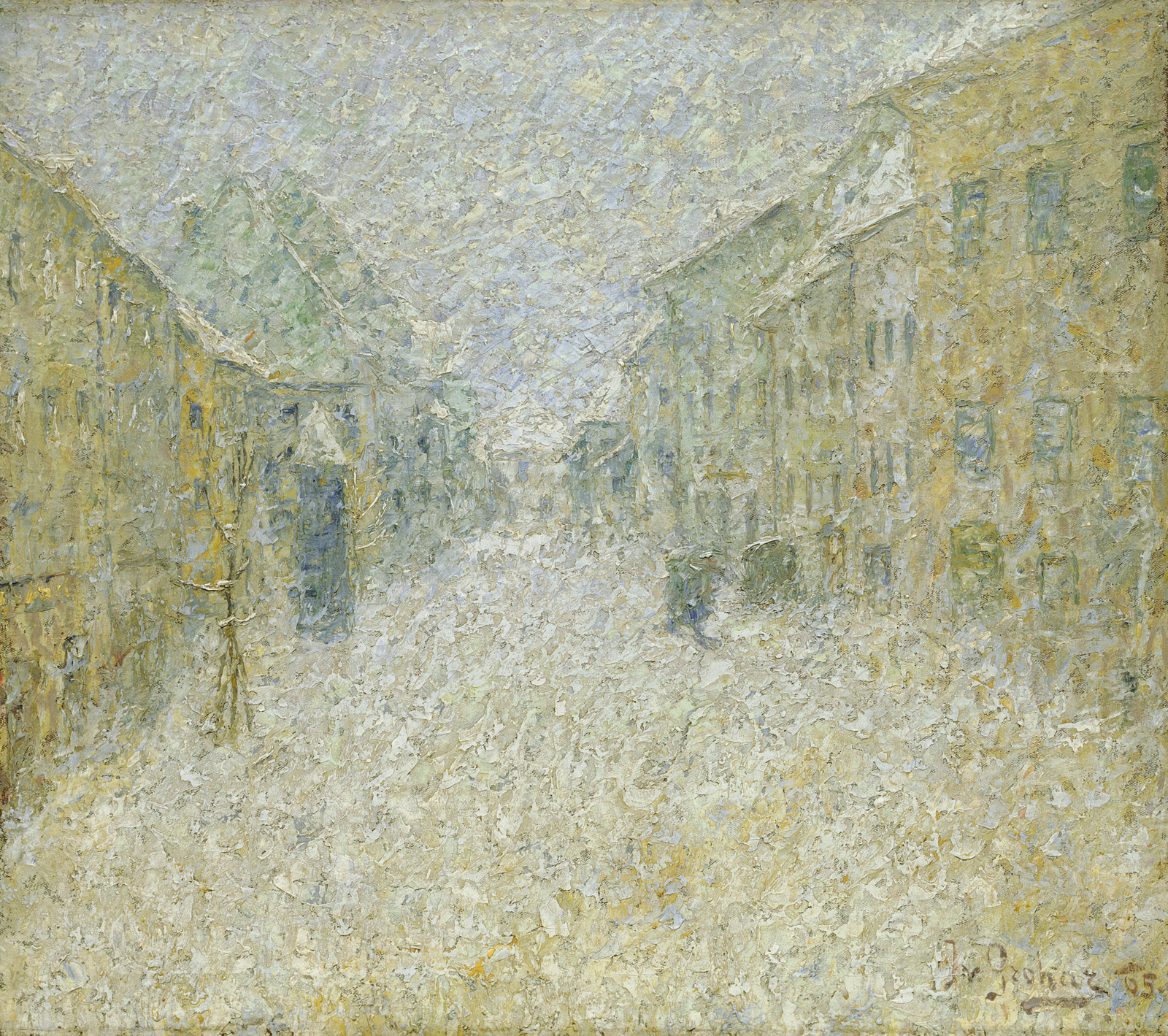
Ivan Grohar – Schneegestöber, 1905

In Wien mietete Grohar 1903 ein Atelier. Er hatte Kontakte mit dem Schriftsteller Ivan Cankar und den beiden Architekten Max Fabiani und Jože Plečnik. 1904 organisierte er eine Ausstellung u. a. mit den slowenischen Malern Jakopič,  Sternen, Jama und VeseI.

### Neoimpressionistische Vorbilder
Nach Ljubljana zurückgekehrt, arbeitete Grohar in der Umgebung von Škofja Loka. Dort wurde auch er, wie manch anderer Ažbe-Schüler in den Bann der französischen Malerei gezogen und leistete Beachtliches. Er experimentierte mit der Farbkraft des Neoimpressionismus ohne die Perspektive aufzugeben. Dies verdeutlichen insbesondere mehrere seiner winterlichen Stadtlandschaften. Ein eindrucksvolles Beispiel ist das Gemälde „Schneegestöber“ von 1905, das sich in der Nationalgalerie von Ljubljana befindet. In diesem Bild „verwob er tanzende Schneeflocken zu einem transparenten Farbschleier.“

### Van Gogh-Vorlagen

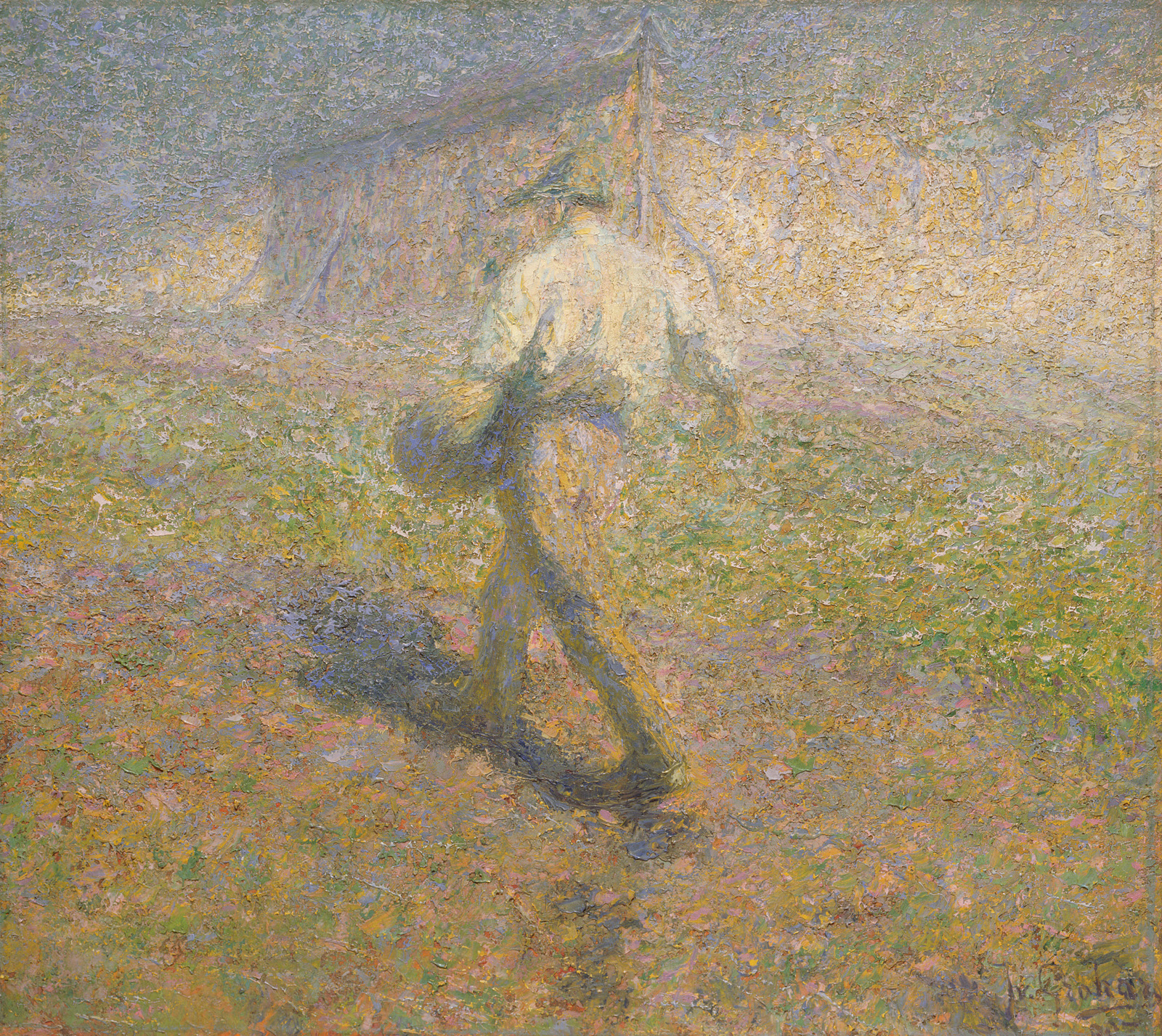
Ivan Grohar: Sämann (Sejalec), 1907. Das Motiv ist auch auf der slowenischen 5-Cent-Münze dargestellt

Den hohen Bekanntheitsgrad und das intensive Studium der Kunst van Goghs in den östlichen Ländern Europas führen mehrere Gemälde Grohars vor Augen, auf denen er z. B. Bauern beim Säen darstellte. Dabei handelt es sich um ein Motiv, das auf der slowenischen 5 Cent-Münze geprägt wurde. Ein besonders markantes Beispiel von Grohars Rezeption van Goghscher Malerei ist das Gemälde „Der Sämann“ von 1907, das die Nationalgalerie in Ljubljana beherbergt. Über stilistische Abhängigkeiten hinaus bezieht sich Grohar in leicht identifizierbarer Weise auf mehrere Bilder van Goghs gleichen thematischen Inhalts. Motivisch ist Grohars „Der Sämann“ jedoch in erster Linie von van Goghs Gemälde „Der Sämann (nach Millet)“ von 1889 abzuleiten, den Grohar spiegelbildlich übernommen hat. Als Rahmung wählte Grohar ein schlankes Hochformat mit einem, für das 20. Jahrhundert, sehr ungewöhnlichen oberen Abschluss in Dreipassform, wie man sie aus der gotischen Sakralarchitektur kennt. Grohar ließ sich diesen Rahmen eigens für sein Bild anfertigen. Den Beleg hierfür entdeckt man allerdings erst, wenn das Gemälde ausgerahmt ist. Dann erst ist des Künstlers Wille erkennbar.
Seine Absicht war, wie man bei genauerer Kenntnis seines Werks erst versteht, dass er wie van Gogh bemüht war, einen gehobenen Ausdruck für die schöpferische und damit religiöse Dimension des Säens zu finden.

### Japan-Anleihen
Wie Jawlensky, den er aus der Ažbe-Schule kannte, huldigte Grohar damals dem Japonismus. Dies verdeutlicht sein Gemälde „Die Lärche“ von 1904. Auch er benutzte als Bildteiler das fremdländische „Pfosten-Motiv“, das aus der japanischen Holzschnittkunst stammt und als „vertikale Zäsur“ die europäische Malerei beeinflusste. Bei Grohars Gemälde in der Nationalgalerie in Ljubljana handelt es sich nur scheinbar um eine traditionelle, perspektivische Malerei. Bereits das Hochformat erweist sich als japanisches Stilmittel, denn die abendländische Kunst verwendet für eine Landschaftsdarstellung traditionsgemäß das Breitformat. Den Ausblick in die Tiefe der Landschaft versperrte Grohar mit einem leicht aus der Achse gerückten Baumstamm. Ganz nach japanischer Art ist auch die Baumkrone vom Bildrand abgeschnitten. 

### In Slowenien 1904–1911
Mangels finanzieller Mittel kehrte Grohar im April 1904 von Wien nach Zarz/Sorica zurück und ließ sich dann in Bischoflack nieder, wo er in den Jahren von 1904 bis 1906/07 oft gemeinsam mit Jakopić und Sternen malte und wo er mit kürzeren Unterbrechungen bis April 1911 lebte. Krank und erschöpft starb er im Krankenhaus von Laibach.

### Würdigung
Die slowenische 0,05 €-Münze bezieht sich auf sein Gemälde „Sejalec“ („Sämann“).  